# Lilla Keholmen
Lilla Keholmen är en ö i Vallda socken, Kungsbacka kommun. Ön ligger i Vallda Sandö naturreservat.
Ön är liten, 5700 kvadratmeter stor, och karg och stenig. På ön finns en liten badplats. Ett båtvarv anlades på ön 1930. Varvet lades ned 1965, men 1975 köptes ön med byggnader av en privatperson och sedan dess har den periodvis haft fast bosättning.